# 万年桥 (南城)
万年桥位于中国江西省抚州市南城县万坊镇万年桥村的武岗山麓，横跨盱江两岸，东西走向。2013年被列为第七批全国重点文物保护单位。
万年桥修建于明崇祯八年（1635年），竣工于清顺治四年（1647年），全长411米，高10米，拱券跨度14米，共有23孔、24墩。万年桥桥头的武岗山上有聚星塔，两者相互呼应。